# Festival panafricain du cinéma et de la télévision de Ouagadougou 2015
Le FESPACO 2015 est la 24e édition du Festival panafricain du cinéma et de la télévision de Ouagadougou. Il se déroule du 28 février au 7 mars 2015 à Ouagadougou. Le thème de cette édition est « Cinéma africain : production et diffusion à l’ère du numérique » et l'Égypte est le pays invité d'honneur. Le film Fièvres d’Hicham Ayouch décroche l'Étalon de Yennenga.

## Palmarès

### Longs métrages
- Étalon d'Or de Yennenga : Fièvres d'Hicham Ayouch
- Étalon d'Argent de Yennenga : Fadhma N'Soumer de Belkacem Hadjadj
- Étalon de Bronze de Yennenga : L'Œil du cyclone de Sékou Traoré